# Holm of Papa
Holm of Papa är en ö i Storbritannien.   Den ligger i kommunen Orkneyöarna och riksdelen Skottland, i den norra delen av landet, 900 km norr om huvudstaden London. Arean är 21,0 kvadratkilometer.
Terrängen på Holm of Papa är mycket platt. Öns högsta punkt är 14 meter över havet. Den sträcker sig 1,1 kilometer i nord-sydlig riktning, och 0,8 kilometer i öst-västlig riktning.